# Spilosmylus fumosus
Spilosmylus fumosus is een insect uit de familie watergaasvliegen (Osmylidae), die tot de orde netvleugeligen (Neuroptera) behoort. 
Spilosmylus fumosus is voor het eerst wetenschappelijk beschreven door New in 1989. De soort komt voor in Papoea.